# سان ئی
سان ئی (انگلیسی: San E؛ زادهٔ ۲۳ ژانویهٔ ۱۹۸۵) خواننده اهل کره جنوبی است.